# Dolmen von El Labradillo
Der Dolmen von El Labradillo, eine Megalithanlage in Spanien, liegt auf der Kuppe des Hügels im Weiler El Labradillo, zwischen den Bächen Parrilla und Candón, nördlich von Beas und Huelva in Andalusien. Er ist Teil der Dolmenroute von Huelva.
Der im Jahr 1987 unter Schutz gestellte Dolmen stammt wie die meisten der Provinz aus der Mitte des 3. Jahrtausends (2500–1900 v. Chr.) Seine Existenz ist seit den 1950er Jahren bekannt, als Carlos Cerdán, das Ehepaar Georg und Vera Leisner sowie später Rosario Cabrera und Fernando Piñón ihre Untersuchungen machten. 
Die Anlage besteht aus zwei Bereichen. Im ersten befinden sich die Dolmen I und II und die Reste eines Tumulus. Im zweiten der Dolmen III und der Steinbruch, aus dem die Materialien stammen. Dolmen I ist der am besten erhaltene der drei. Er ist ein etwa 12,0 Meter langes, nach Westen ausgerichtetes, teilüberdachtes Galeriegrab mit einer Seitenkammer. Die Überreste seines Randsteinringes und ein großer Teil des Erdhügels sind erhalten. Dolmen II ist in schlechten Zustand und enthält nur einige Hinweise darauf, dass er eine ähnliche Struktur hatte. Die Situation des Dolmen III ist ähnlich der von Dolmen II, da nur wenige isolierte Elemente erhalten blieben. Im Bereich von Dolmen III gab es möglicherweise weitere Anlagen.